# 罪悪感
罪悪感（ざいあくかん、英語: guilt）とは、罪を犯した、悪いことをした、と思う気持ちのことである。

## 概要
自身の行動・指向・在り様などに関して、罪がある、あるいは悪いことをした、している、と感じる嫌悪の感情のことである。
自身の何らかの行いについて、内在する規範意識（正しいと認識されるルール）に反していると感じる所から罪悪感は生まれる。
規範意識には、人間としての在りようを示した人道という極大な枠が存在するが、これは汎社会的で文化の別なく適用できる概念である。しかし道徳では、その人の属する社会などによって違いも見られ、属する社会が違えば「罪」として認識される範疇も異なってくる。
また、宗教的な戒律にそむいた場合にも罪悪感は発生する。
その結果とる行動には様々なものがあるが、例えばキリスト教などではひとつには懺悔（贖い）がある。
心理学において罪悪感は感情の一つとして扱われるが、不安・怒り・悲しみなどと異なり、困惑・プライド・恥などと共に自己意識感情に区分されている。自己意識感情は他人の意見に依存するのが特徴とされる。
罪悪感の本質とは、集団から排除される危険を感じたときに生じる、本能的な生命の危機感の表出である。社会的には罪や不道徳とされる行為でも、その行為が外部の権威や同調者の存在などによって集団内で正当化できる場合には罪悪感が軽減することが、ミルグラム実験などによって明らかとなっている。

## 罪悪感と疾患
反社会性パーソナリティ障害のように罪悪感を抱かない者や、自己愛性パーソナリティ障害のように罪悪感を抱く要素を迂回してしまう者もいる。そういった価値観ないしパーソナリティの場合は当人と社会との良好な関係を築きにくくなる傾向もあり、その社会的立場を危うくしてしまう問題を含む。
逆にうつ病では自己否定に関連して本来は自身に責任の無い事柄にまで罪悪感を抱く場合がある。

## 罪悪感と社会現象
サバイバーズ・ギルトと呼ばれる現象が報告されている。戦争や事故・災害などの偶発的な事件に遭いながらも生き残った者が、命を失った者がいるのに自分が生き残ったことに罪悪感を抱き、自分の生を否定的に感じてしまうことがある。一種の精神的な後遺症の一つといえる。
児童虐待では、虐待を行った側が自身の行為に対して罪悪感を抱く場合がある。育児に関するノイローゼでは育児ストレスの最大要因である子供を攻撃してしまい、事後になって自身の行為に罪悪感を抱くとされる。
戦争犯罪によって生まれる罪悪感については、ナチス・ドイツと太平洋戦争中の日本人による行為に対して、戦後の2国が、いかに、その過去に立ち向かったかを比較して扱ったイアン・ブルマの著作が、広く知られている。
日本の第2次世界大戦の敗戦当時、著名なイギリス人で、日本の歴史や文化についての専門家の、サー-ジョージ-サンソムは、その著作の中で、(外国人の)研究者には謎の多い、彼ら(日本人)の古代から現代までの歴史の研究の中で、はっきりするのは、彼ら(日本人)は、(我々のように)、罪の意識で、苦しめられて、悪の問題に立ち向かった歴史を持たないという事だ。と記している。